# 21-й отдельный гвардейский разведывательный артиллерийский дивизион
21-й отдельный гвардейский разведывательный артиллерийский дивизион Резерва Главного Командования — воинское формирование Вооружённых Сил СССР, принимавшее участие в Великой Отечественной войне.
Сокращённое наименование — 21-й огв.радн РГК.

## История
Преобразован из 619-го отдельного разведывательного артиллерийского дивизиона (1-го формирования) 7 марта 1943 года года в составе 3-й гв. адп Юго-Западного фронта.  
В действующей армии с 7.03.1943 по 20.06.1944.
В ходе Великой Отечественной войны вёл артиллерийскую разведку в интересах артиллерийских частей 3-й гв. адп ,  соединений и объединений Юго-Западного   и 3-го Украинского фронтов.
20 июня 1944 года в соответствии с приказом НКО СССР от 16 мая 1944 года №0019, директивы заместителя начальника Генерального штаба РККА от 22 мая 1944 г. №ОРГ-2/476 21-й огв. радн обращён на формирование  159-й пабр 6-й армии .

## Состав
- Штаб
- Хозяйственная часть
- 1-я батарея звуковой разведки (1-я БЗР)
- 2-я батарея звуковой разведки (2-я БЗР)
- батарея топогеодезической разведки (БТР)
- взвод оптической разведки (ВЗОР)
- фотограмметрический взвод (ФГВ)
- хозяйственный взвод

## Подчинение
| Дата                 | Фронт                | Армия      | Корпус | Дивизия     | Бригада | Примечания |
| -------------------- | -------------------- | ---------- | ------ | ----------- | ------- | ---------- |
| 7.03.43 -12.06.43г.  | Юго-Западный фронт   | -          | -      | 3-й гв. адп | -       | -          |
| 15.06.43 -20.10.43г  | Юго-Западный фронт   | 57-я армия | -      | -           | -       | -          |
| 20.10.43-20.06. 44г. | 3-й Украинский фронт | 57-я армия | -      | -           | -       | -          |

## Командование дивизиона
Командир дивизиона
- гв. майор Иванов Александр Филиппович
- гв. капитан, гв. майор Иванов Степан Павлович

Начальник штаба дивизиона
- гв. ст. лейтенант, гв. капитан Иванов Степан Павлович
- гв. капитан Мельник  Поликарп Александрович

Заместитель командира дивизиона
- гв. капитан Мельник  Поликарп Александрович

Заместитель командира дивизиона по политической части
- гв. майор Скрипниченко Иван Ефимович

Помощник начальника штаба дивизиона
- гв. ст. лейтенант Герасименко Сергей Петрович
- гв. ст. лейтенант Петров Игорь Андреевич

Помощник командира дивизиона по снабжению
- гв. ст. лейтенант Красинцев Александр Константинович

## Командиры подразделений дивизиона
Командир 1-й БЗР
- гв. ст. лейтенант, гв. капитан Буравцов Александр Васильевич

Командир 2-й БЗР
- гв. ст. лейтенант Нахимовский Наум Семёнович

Командир БТР
- гв. ст. лейтенант, гв. капитан Канаев Рамазан Алигаджиевич

Командир ВЗОР
- гв. ст. лейтенант Котко Иван Михайлович

Командир ФГВ
- гв. ст. лейтенант Гоглидзе Василий Владимирович

## Награды и почётные наименования
| Награды и наименования        | дата       | за что получена |
| ----------------------------- | ---------- | --- |
| Почётное звание «Гвардейский» | 7.03.43 г. | присвоено приказом Народного комиссара обороны СССР № 118 от 7 марта 1943 года За проявленные отвагу, мужество и героизм по овладению городом Харьков и оборону города Мерефа |